# 禁断のパンセ
『禁断のパンセ』（きんだんのパンセ）は、石塚早織の通算3枚目のシングル。1998年5月5日にバンダイ・ミュージックエンタテインメントよりリリースされた。

## 解説
前作「a Myth〜神話〜」より約1年6ヵ月ぶりのリリース。「禁断のパンセ」はテレビ東京系アニメ『サイレントメビウス』オープニングテーマに起用された。

## 曲目
1. 禁断のパンセ
  - 作詞：田久保真見、作曲：井上大輔、編曲：須藤賢一
  - テレビアニメ『サイレントメビウス』オープニングテーマ
2. Silent Tears
  - 作詞：石塚早織、田久保真見、作曲：井上大輔、編曲：須藤賢一
3. 禁断のパンセ (オリジナル・カラオケ)
4. Silent Tears (オリジナル・カラオケ)

## カヴァー
- テリー・ウッド -  A Forbidden Pensee というタイトルで英語でカヴァーしている。